# J. Rosamond Johnson

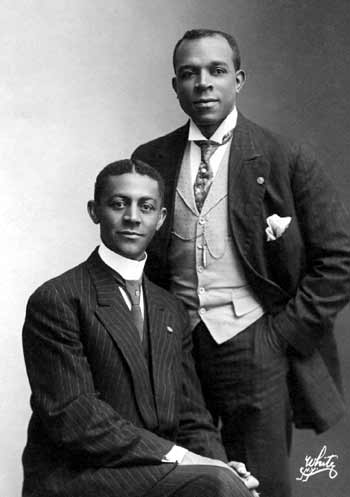
J. Rosamond Johnson (phải) cùng với Bob Cole

John Rosamond Johnson (sinh ngày 11 tháng 8 năm 1873 - mất ngày 11 tháng 11 năm 1954), thường được gọi là J. Rosamond Johnson, là một nhà soạn nhạc người Mỹ và là ca sĩ trong Thời kỳ Phục hưng Harlem. Johnson là nhà soạn nên bài thánh ca "Lift Every Voice and Sing" và được biết tại Mỹ như là "Black National Anthem".

## Công trình âm nhạc
- Shoo-Fly Regiment (1906), Broadway operetta
- The Red Moon (1908), Broadway operetta
- Sleeping Beauty and the Beast (1901), musical
- In Newport (1904), musical
- Humpty Dumpty (1904), musical
- Mr. Lode of Koal (1909), musical
- Come Over Here (1912), musical
- The Maiden with the Dreamy Eyes, song
- Didn't He Ramble, song
- Li'l Gal, song
- Since You Went Away, song
- Lift Every Voice and Sing, song